# Санта-Мария-Маджоре (Бергамо)
Базилика Санта-Мария-Маджоре (итал. Basilica di Santa Maria Maggiore) — католическая церковь в Бергамо, памятник архитектуры. Первоначально была возведена в ломбардском романском стиле XII века, позднее перестраивалась и расширялась вплоть до XV века. Интерьер церкви выполнен в стиле барокко (XVI—XVII века). Базилика находится в верхнем городе Бергамо, северной стороной выходит на Пьяцца Дуомо, южный фасад выходит на Пьяцца Росате. С западной стороны к базилике примыкает дворец епископа, к северному фасаду — знаменитая капелла Коллеони. Баптистерий базилики, изначально находившийся в западной части центрального нефа, несколько раз переносился, в XIX веке был переделан в отдельное строение, находящееся на западной стороне Пьяцца Дуомо.

## История
Надпись на южном фасаде базилики, известном как «Ворота белых львов» (Порта-деи-леони-бьянки), говорит о закладке базилики в 1137 году, но строительные работы вероятно начались в 1157 году. Возведение базилики шло на месте, где ранее стояла церковь Девы Марии VIII века, в свою очередь возведённая на месте бывшего римского языческого храма. Главный алтарь был освящён в 1185 году, двумя годами позже было закончено возведение трансепта.
В дальнейшем работы шли крайне медленно и неоднократно прерывались. Строительство колокольни шло с 1436 по конец XV века. В 1472 году Бартоломео Коллеони повелел разрушить сакристию базилики, а на её месте возвести роскошно отделанную капеллу, получившую название капелла Коллеони. В 1481—1491 году была построена новая сакристия базилики.
В 1521 году закончен юго-западный портал, получивший имя Порта-делла-Фонтана. В XVII веке здание базилики подверглось реставрации и незначительной перестройке. Барочный интерьер церкви создавался на протяжении XVI—XVII веков.

## Архитектура

### Наружнее убранство

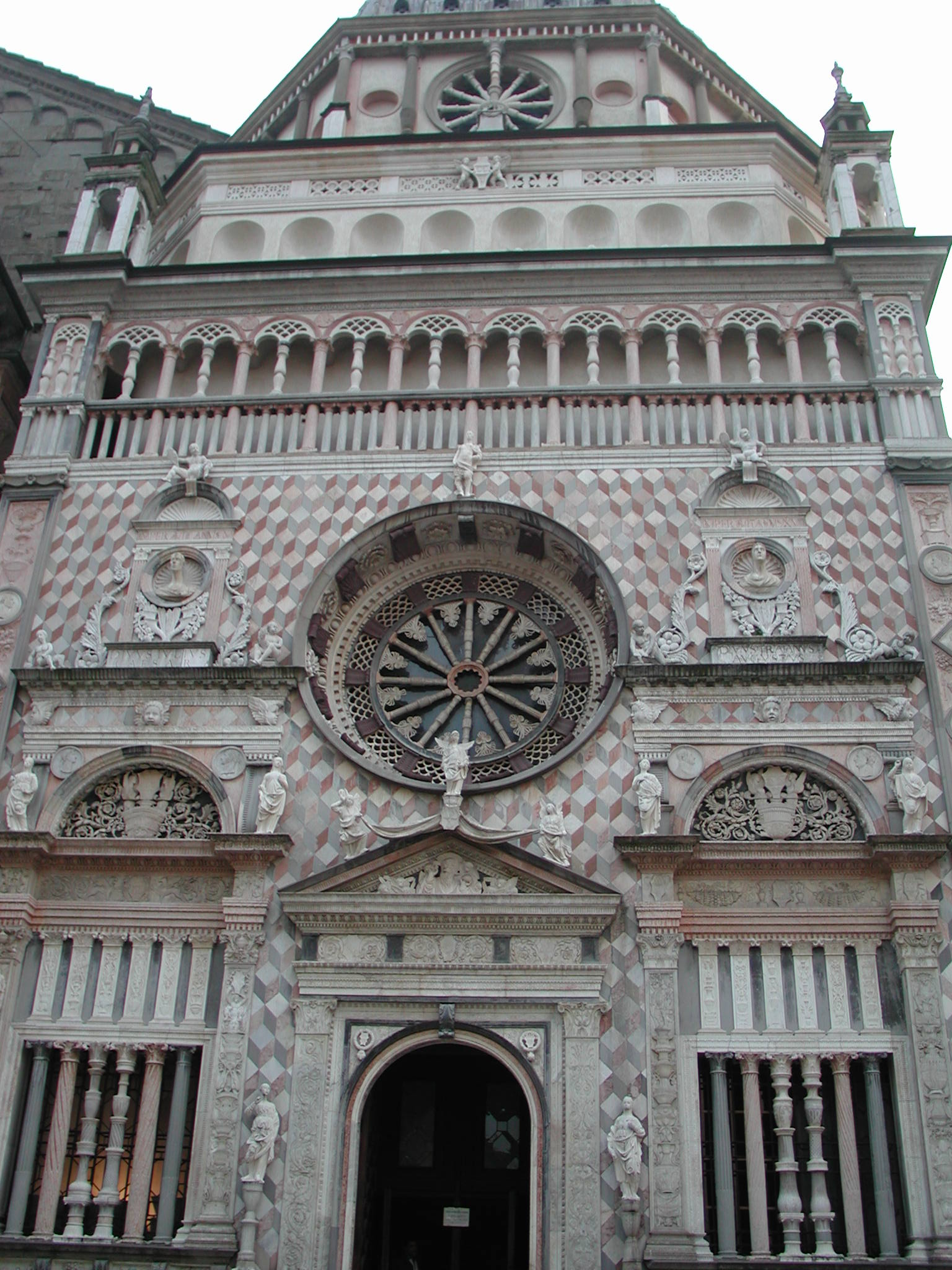
Фасад капеллы Коллеони

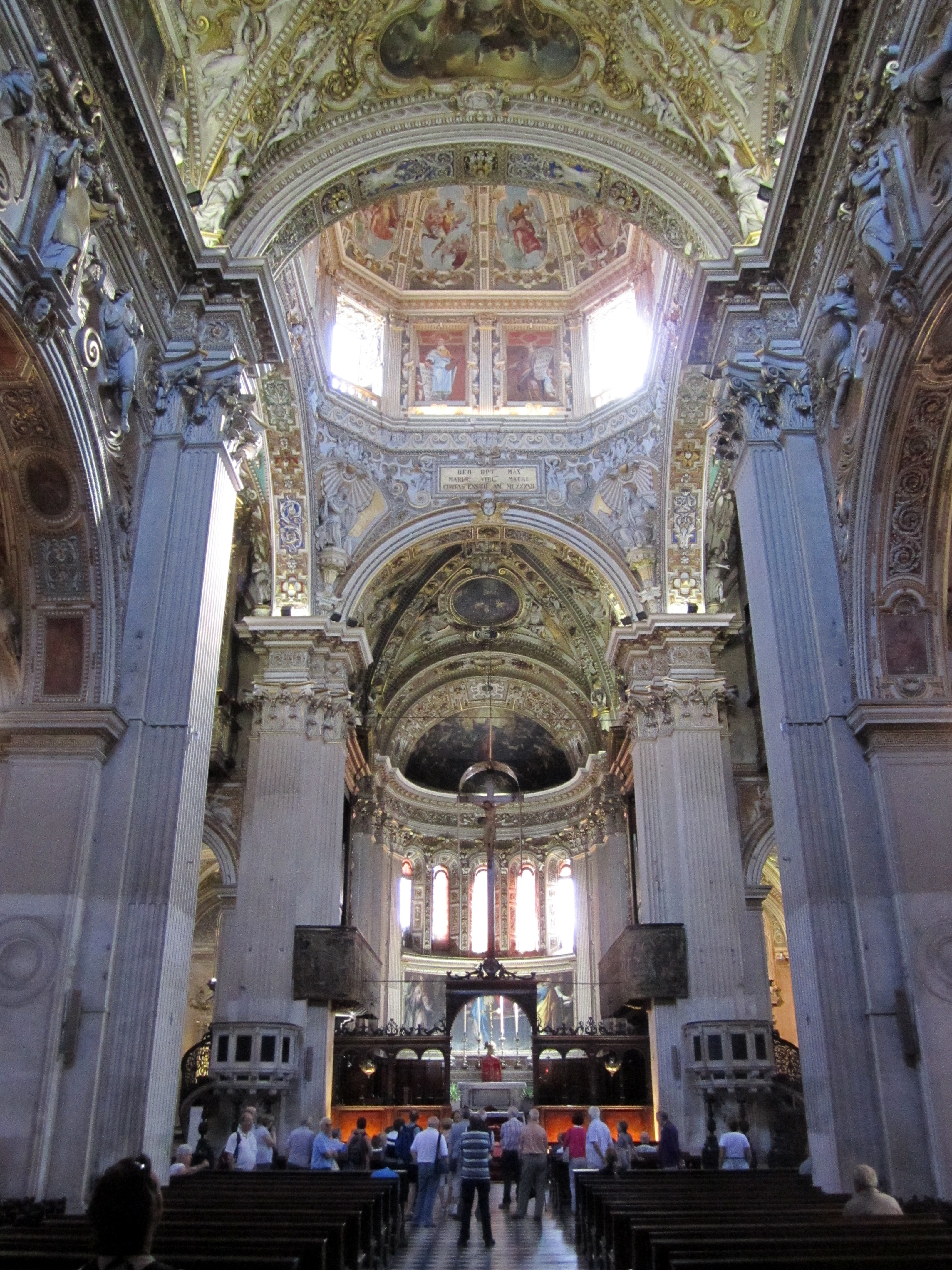
Интерьер базилики

Оригинальной особенностью базилики является то обстоятельство, что со стороны противолежащей пресвитерию, где у большинства католических церквей располагается главный фасад и центральный вход, к базилике пристроен дворец епископа. Вход в базилику по этой причине осуществляется через два протира в южной и северной частях трансепта, носящих названия «Ворота белых львов» (Porta dei Leoni bianchi) и «Ворота розовых львов» (Porta dei Leoni rossi), поскольку колонны порталов опираются на скульптурные изображения стилофорных львов соответственно белого и розового цветов.
Протир со стилофорными львами из веронского мрамора созданы Джованни да Кампионе (Giovanni da Campione) в 1353 году. Этой композицией оформлен вход в левую северную часть трансепта, которая выходит на Пьяцца Дуомо по соседству с капеллой Коллеони. Арка поддерживается колоннами, опирающимися на львов из розового веронского мрамора, резной фриз содержит геометрические узоры и охотничьи сцены. Над ним находятся статуи святой Барбары, святого Винсента и святого Александра. На самом верху портала — готическая ниша со статуей Девы Марии с Младенцем, по сторонам — святая Эстерия и святая Грата (Андреоло де Бьянки, 1398 год)
Ворота белых львов в правом рукаве трансепта выходят на Пьяцца Росате и имеют схожую, хотя и более простую структуру. Колонны опираются на львов из белого мрамора, содержат на фризе изображения Христа с двенадцатью апостолами. Ворота также созданы Джованни да Кампионе в 1367 году.
Капелла Коллеони примыкает к северному фасаду базилики, вход в неё находится рядом с воротами розовых львов. Капелла, посвящённая святым Варфоломею, Марку и Иоанну Крестителю, была построена в 1472—1476 годах знаменитым кондотьером Бартоломео Коллеони на месте старой сакристии базилики и выполняла роль семейной часовни. Архитектор капеллы Джованни Антонио Амадео украсил её многочисленной резьбой по камню и узорами из разноцветного мрамора.
Баптистерий базилики создан в 1340 году Джованни да Кампионе, несколько раз переносился, в XIX веке был переделан в отдельное строение, находящееся на западной стороне площади Дуомо.

### Интерьер

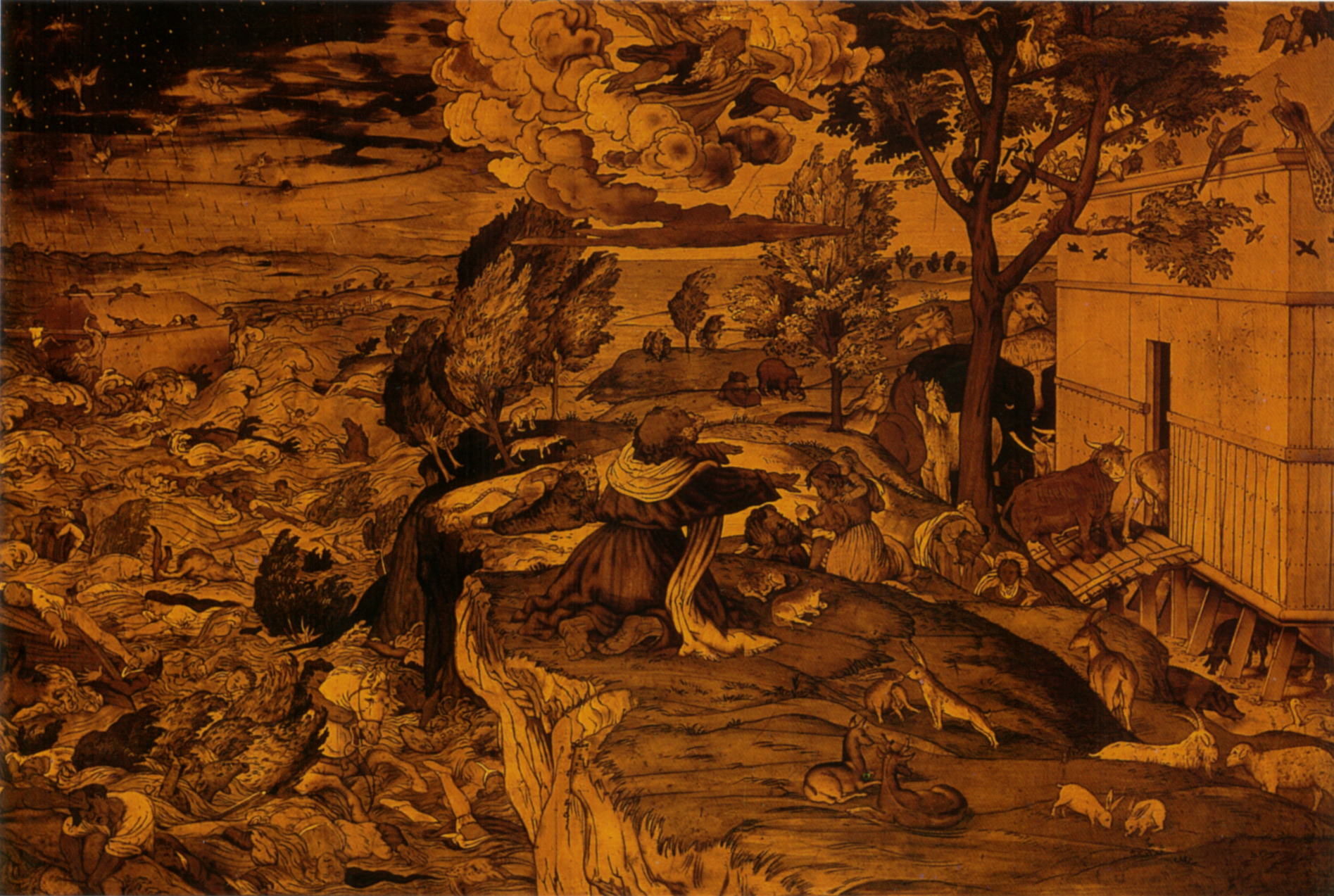
Деревянная инкрустация в пресвитерии. Ноев ковчег

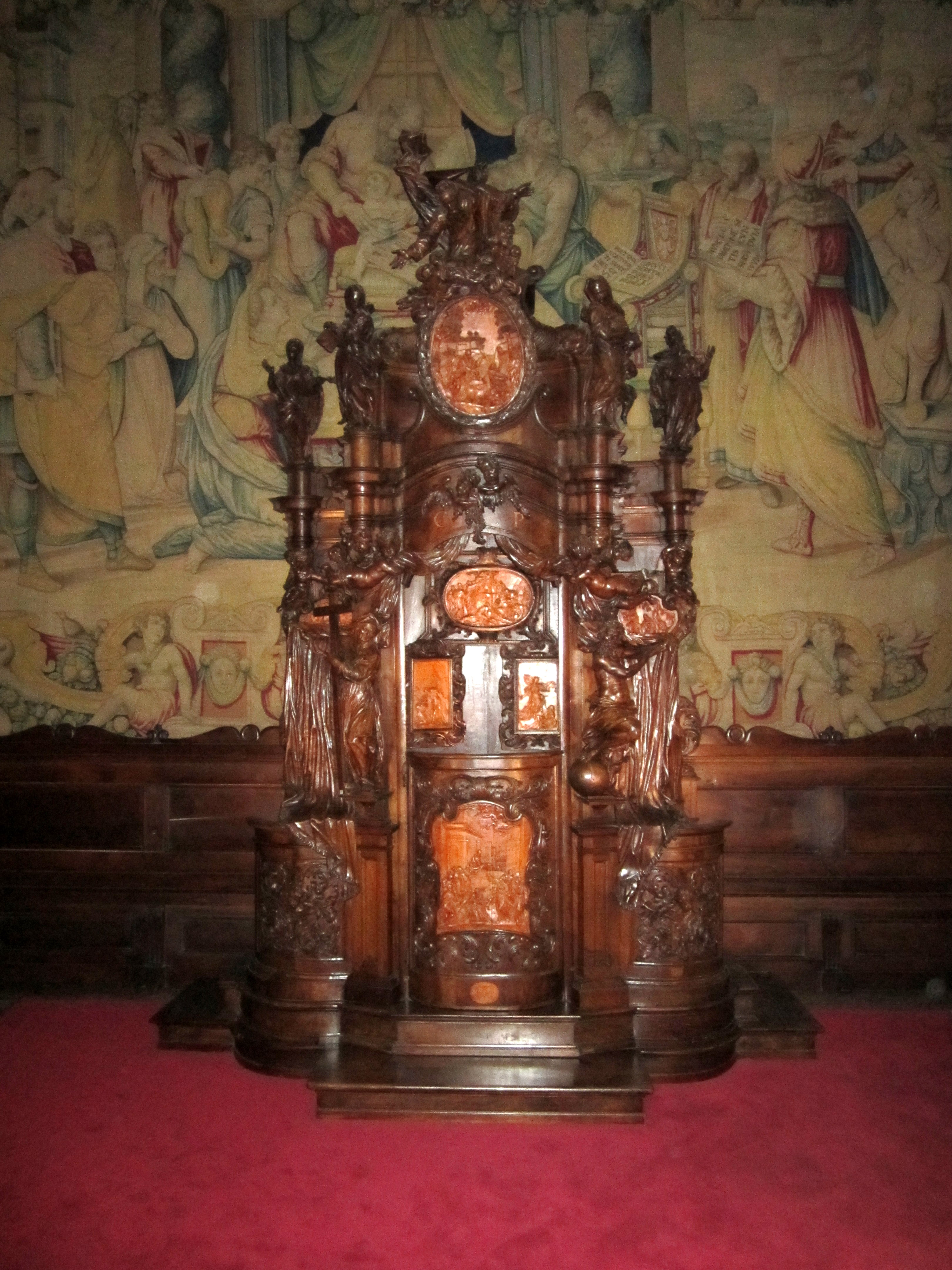
Конфессионал Андреа Фантони

В плане современная церковь повторяет очертания базилики XII века, имеет форму латинского креста с тремя нефами, широким трансептом и полукруглой апсидой, однако внутреннее барочное убранство церкви целиком создано в XVI—XVII веках.
Стены частично задрапированы шпалерами, ряд из них выполнен во Флоренции (1583—1586) по эскизам Алессандро Аллори, ряд — во фламандских мастерских. У глухой западной стены храма находятся могилы композиторов Гаэтано Доницетти (надгробие авторства Винченцо Велы) и его учителя Симона Майра.
Пресвитерий отделён от главного нефа резной деревянной алтарной преградой, над ней расположено распятие XIV века. В самом пресвитерии обращают на себя внимание бронзовый подсвечник 1597 года и деревянные хоры работы Бернардо Дзенале. Деревянные инкрустации (интарсии) на библейские мотивы в алтарной части созданы рядом мастеров, в числе которых Лоренцо Лотто. Особенностью этих интарсий является их широкая полихромность, достигнутая использованием большого числа сортов дерева и его особой обработке.
В интерьере церкви также выделяются находящийся в начале левого нефа резной деревянный конфессионал Андреа Фантони (1704 год) и картина Луки Джордано «Переход через Красное море» (1691 год). В правом трансепте частично сохранились фрески неизвестных мастеров XIV века, частично покрытых фресками XVII века.

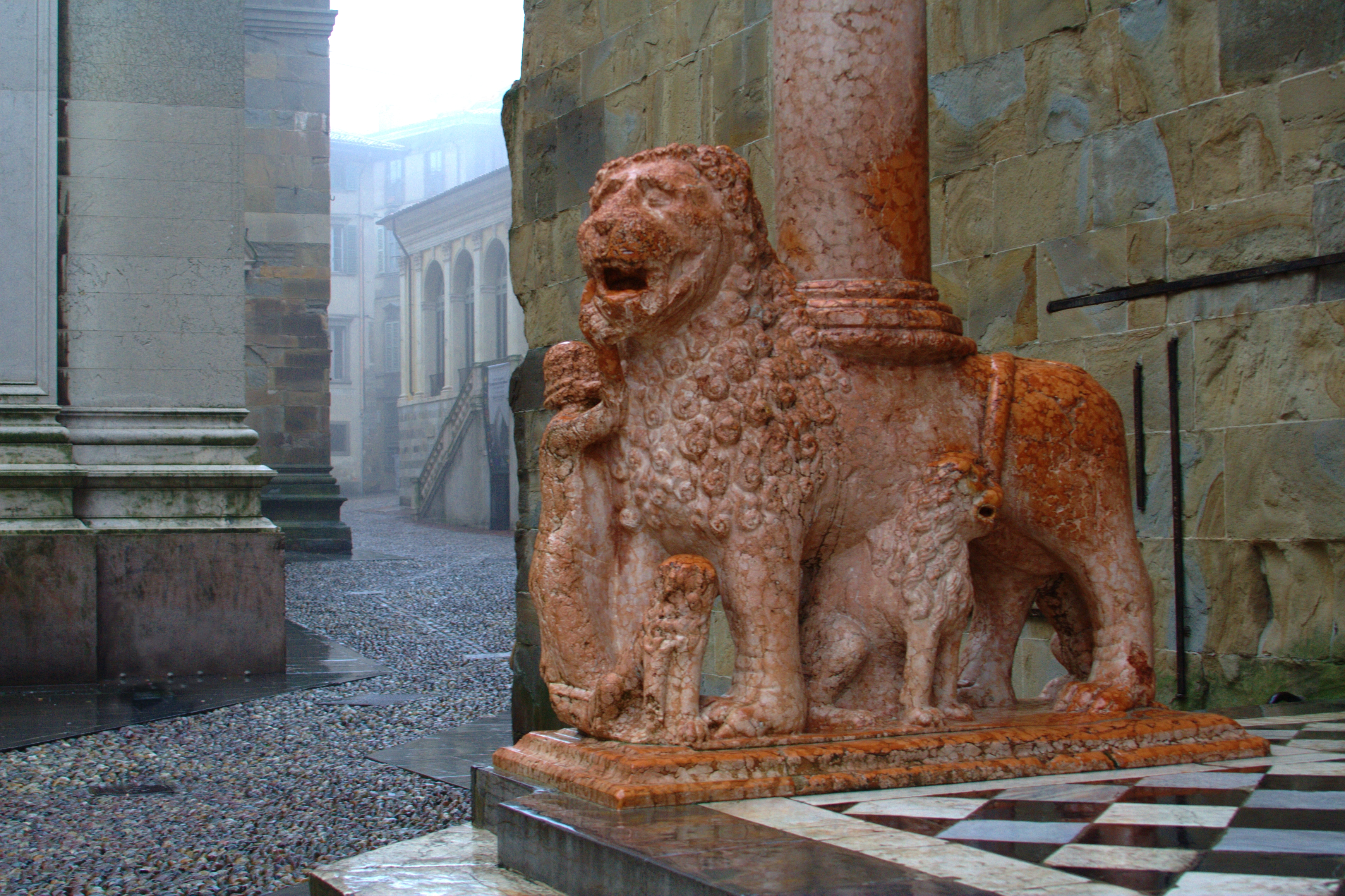
Один из львов ворот северного портала